# International Finance Center (Séoul)
 (août 2023).
Si vous disposez d'ouvrages ou d'articles de référence ou si vous connaissez des sites web de qualité traitant du thème abordé ici, merci de compléter l'article en donnant les références utiles à sa vérifiabilité et en les liant à la section « Notes et références ».
L’International Finance Center est un ensemble de quatre gratte-ciel conçus par Arquitectonica et construits en 2012 à Séoul, en Corée du Sud.
- Le One International Finance Center, 184 mètres et 32 étages ;
- Le Two International Finance Center, 175 mètres et 29 étages ;
- Le Three International Finance Center, 284 mètres et 55 étages ;
- Le Conrad Seoul at International Finance Center, 199 mètres et 38 étages.